# Рейхсштудентенфюрер
Рейхсштудентфюрер (с нем. Имперский руководитель студентов) — высшая должность и звание в НСССГ (Национал-социалистический союз студентов Германии).

## Создание
Должность была введена по указу Заместителя фюрера по партии Рудольфа Гесса 5 ноября 1936 года вместе с созданием Кабинета Имперского руководителя студентов. Причиной послужила внутренняя борьба между НСССГ и НСС (Немецкого Студенческого Союза), а также другими молодёжными национал-социалистических организациями.
До этого должность также существовала( с основания НСССГ), но не имела такого характера, как после указа Гесса.

## Роспуск
После принятия 10 октября 1945 года Закона о роспуске и ликвидации нацистских организаций, НСССГ было закрыто а также был распущен Кабинет Имперского Руководителя Студенов, все имущество кабинета было конфискованно.

## ЧленыНСДАП, занимавшие эту должность
Бальдур Бендеикт фон Ширах (20 июля 1928 года—30 октября 1931 года);
Густав Адольф Шеель (1936—1945).